# Festung Danzig

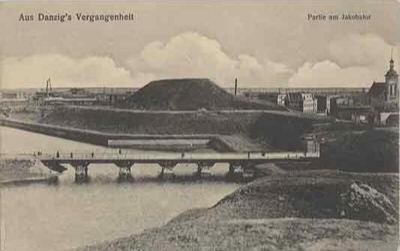
Bastion St. Jakob und Brücke zum Jakobstor im Nordwesten der Stadt (1890)

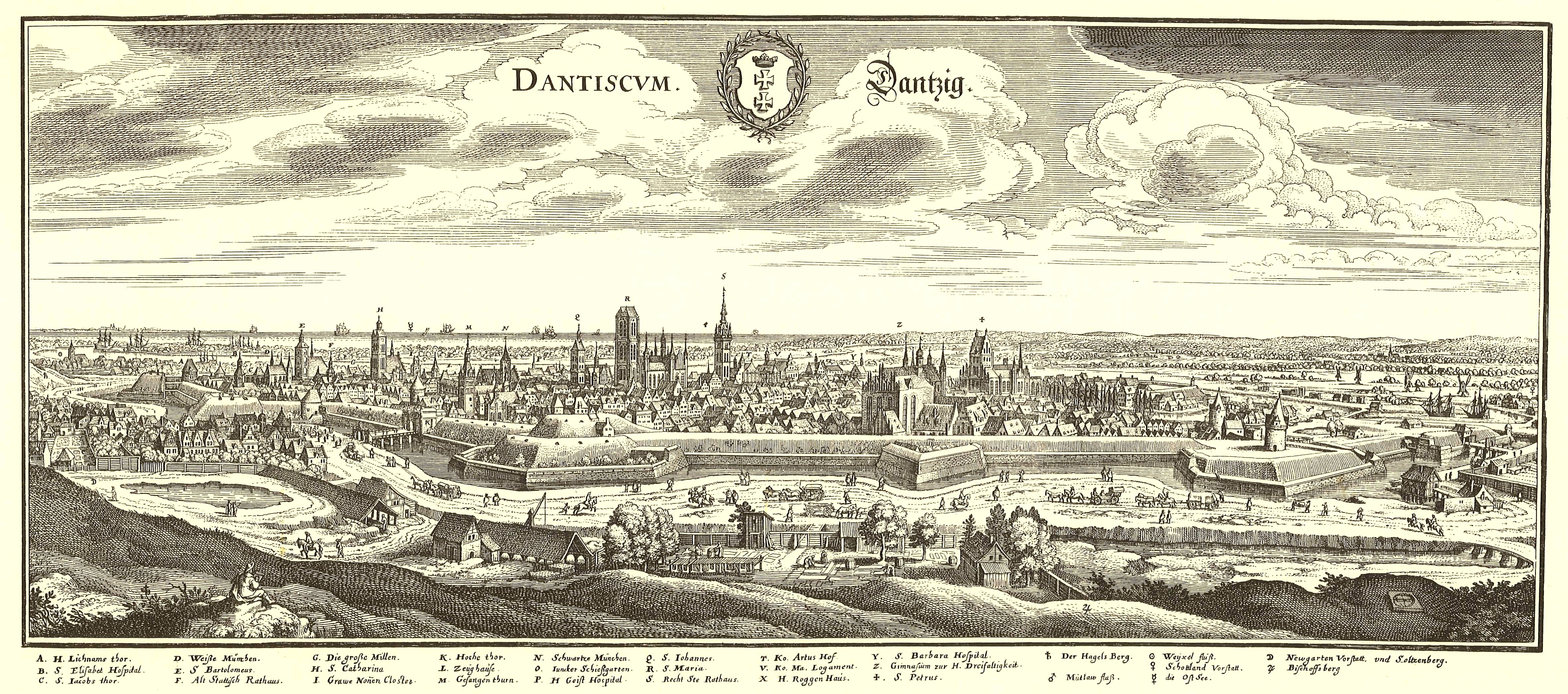
Ansicht der Festung Danzig von Westen (1643)

Die Festung Danzig (polnisch Twierdza Gdańsk) ist eine historische Festung in Danzig in der Woiwodschaft Pommern in Polen. Sie wurde im Polnisch-Schwedischen Krieg errichtet. Es sind noch Teile aus verschiedenen Zeitabschnitten erhalten.
Der Kulturpark „Twierdza Gdańsk“ wurde 2009 zum „Centrum Hewelianum“ umgewandelt. Das interdisziplinäre Bildungszentrum trägt seit Oktober 2018 den Namen „Hewelianum“ und ist in den Festungswerken auf dem Hagelsberg beheimatet.

## Geographie

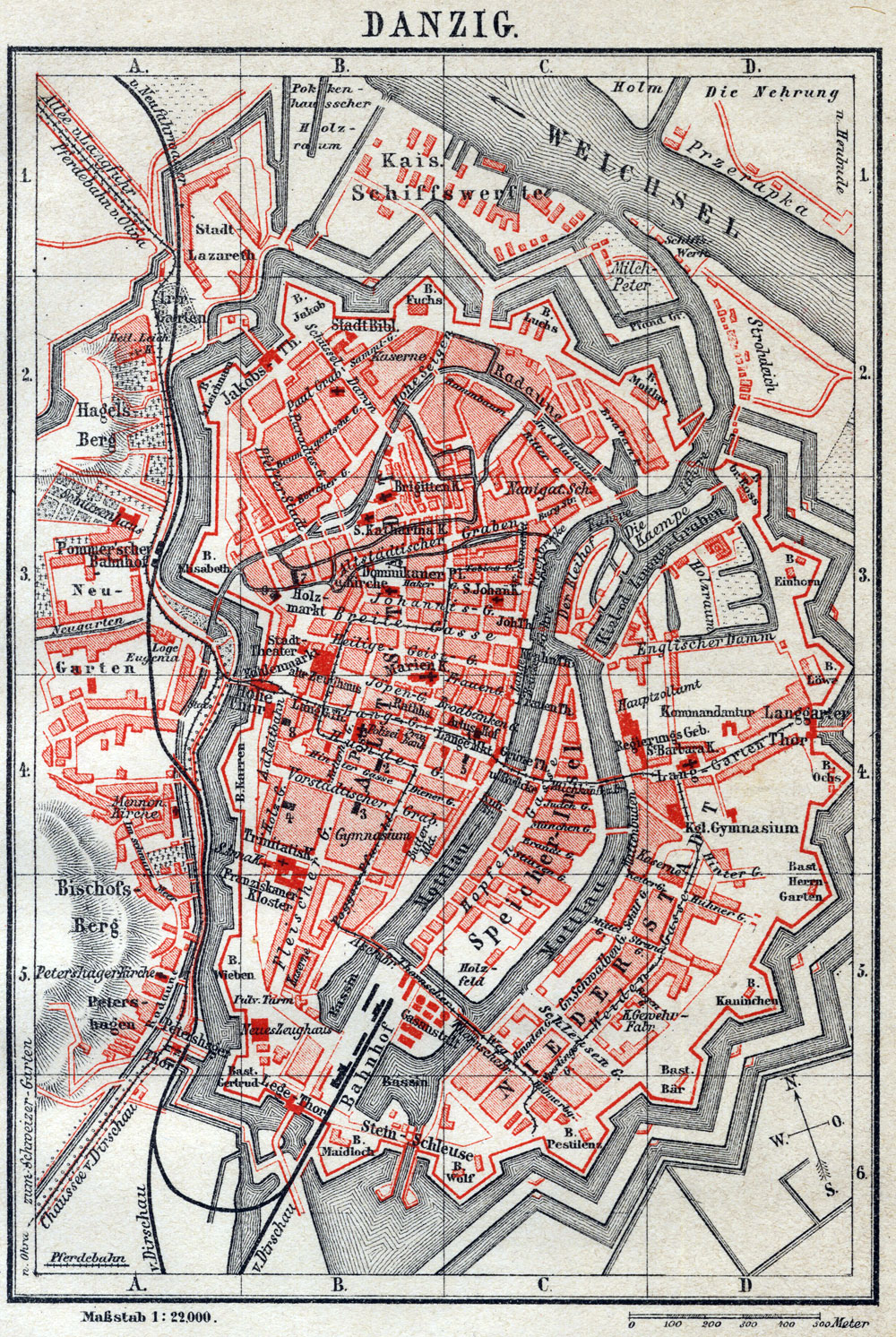
Plan von Innenstadt und Festung (1885)

Die Festung umfasste die Danziger Innenstadt. Der westlich gelegene Biskupia Górka (deutsch Bischofsberg) steigt bis zu einer Höhe von 60 Metern an. An der ehemaligen Mündung der Weichsel steht die Festung Weichselmünde (Twierdza Wisłoujście). Vorgelagert ist die Westerplatte am Hafenkanal.

## Geschichte

### Alte Stadtbefestigung

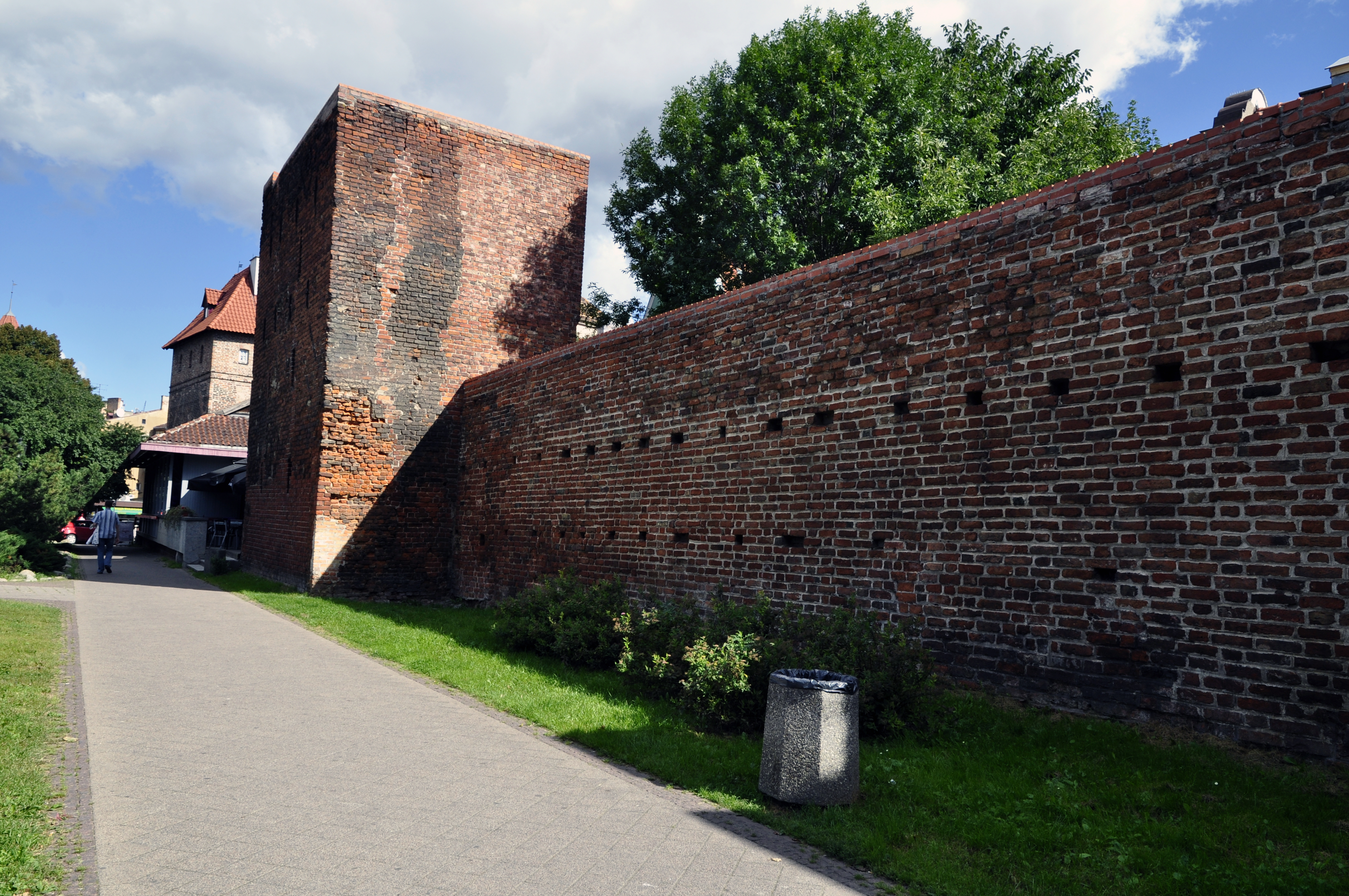
Reste der Stadtmauer

Die Danziger Ordensburg wurde um 1340 errichtet und 1454 durch die Bürger der Stadt zerstört.
Die Danziger Stadtmauer wurde nach 1343 errichtet. Sie hatte Ende des 15. Jahrhunderts im Bereich der Rechtstadt mindestens 25 Türme, hinzu kamen 12 Türme der Altstadt und fünf der Vorstadt. Sie sollten an den Außenseiten jeweils zehn Ziegel stark sein, für die vierte Mauer an der Stadtseite waren sieben Ziegel vorgeschrieben. Im dritten Viertel des 14. Jahrhunderts wurden die ersten Türme erhöht und mit Dächern versehen. Gegen Ende des 15. Jahrhunderts wurden einige umgebaut um die Schusswinkel zu verbessern, andere erhielten Backsteingewölbe und wurden an leichte Kanonen angepasst. Nach 1550 verloren diese Befestigungen ihren wehrhaften Charakter. Einige wurden niedergelegt, andere in Pulvertürme umgewandelt. Die meisten Türme der Rechtstadt und die Mehrzahl der Wassertore blieben erhalten. Sie wurden zu Wohngebäuden umgebaut oder als Lager genutzt. Der Stadtentwicklung und dem Straßenverkehr fielen in der zweiten Hälfte des 19. Jahrhunderts weitere Türme zum Opfer, besonders im Bereich der Altstadt und der alten Vorstadt. Den Zweiten Weltkrieg überstanden die Türme ohne größere Schäden. Türme wie der Schwan- und der Strohturm wurden wieder sichtbar, da die umliegenden Wohngebäude zerstört wurden. Zwölf Türme blieben als Denkmal mittelalterlicher Verteidigungskunst erhalten.

### Festung Danzig

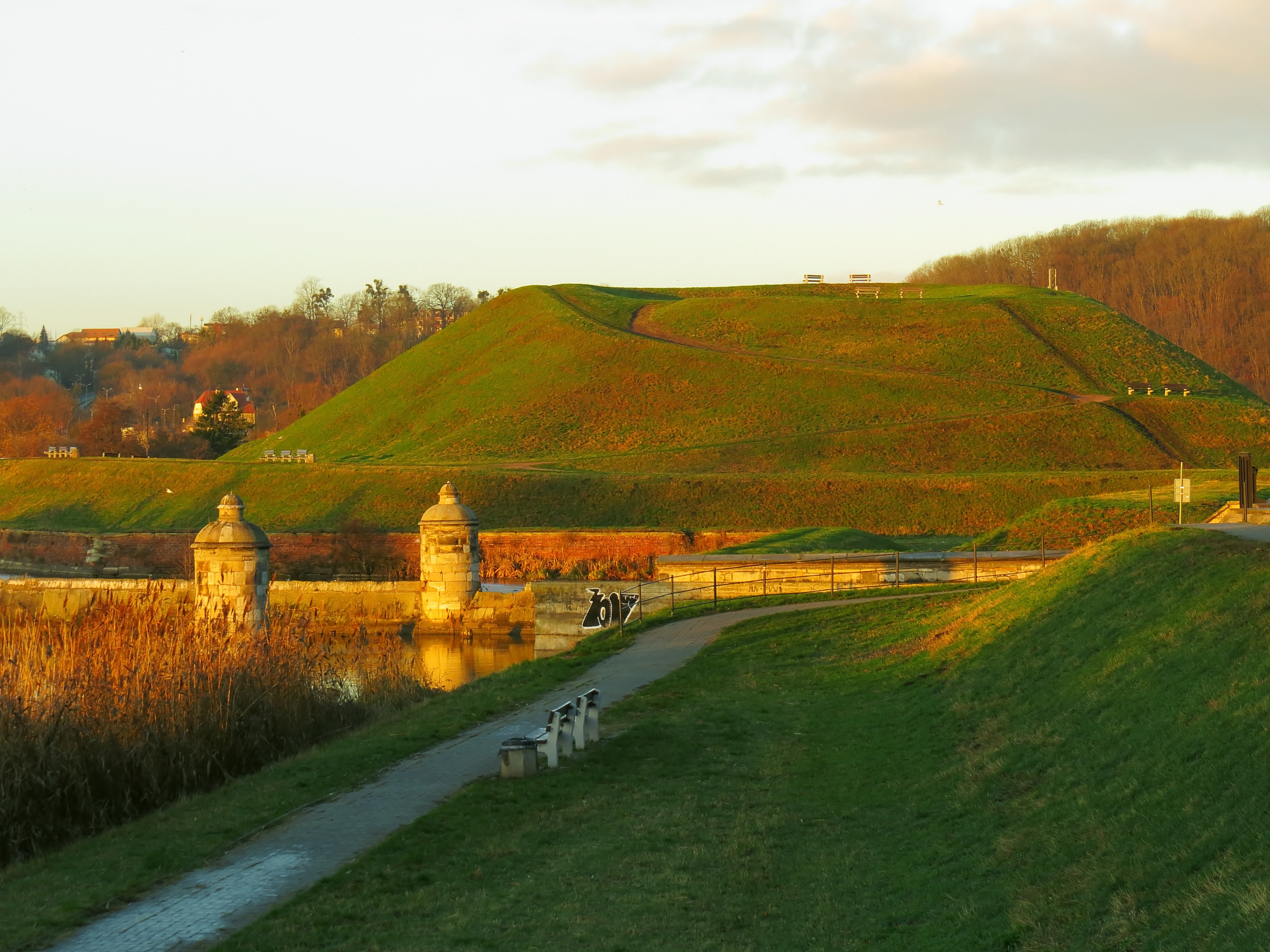
Bastion Auerochs/Maidloch und Steinschleuse

Im Laufe des 17. Jahrhunderts wurde die Stadt Danzig zur Festung ausgebaut. Die Weichsel wurde 1622 im Polnisch-Schwedischen Krieg Stützpunkt der polnischen Flotte. Seit diesem Jahr wurde ein Ring von Bastionen errichtet die Recht-, Alt-, Vor- und Niederstadt sowie die Speicherinsel, den Bleihof und Langgarten umgaben. Alte Tore, wie das Hohe Tor, wurden niedergelegt und im Bereich der Wallanlagen neu errichtet. Der Hagelsberg, von dem Stephan Báthory 1577 die Stadt beschossen hatte, wurde befestigt. Der innere Hafen an der Mottlau wurde durch eine Schanze auf dem Polnischen Haken geschützt. Weitere Schanzen an der Weichsel und auf dem Holm schützten den äußeren Hafen mit der Festung Weichselmünde und der gegenüberliegenden Westerschanz an der Mündung.
Eine neben Weichselmünde strategisch bedeutsame Festung errichtete die Stadt in den frühen 1620er Jahren am Danziger Haupt. Sie wurde allerdings von 1626 bis 1629 und von 1656 bis 1659 von den Schweden besetzt, durch die Georg Wilhelm, Herzog in Preußen bis 1635 als Sequester eingesetzt wurde.
Zu einem äußeren Ring der Festung gehörten die von 1655 bis 1668 errichteten Bastionen am Hagelsberg sowie die Bastion Neubauer (1683–1685) mit dem Neugartertor, weitere Tore waren das Olivaer Tor im Norden und das Petershager Tor im Süden. Die Befestigungen wurden in den Jahren 1706–1710, während des Großen Nordischen Krieges, erweitert. Im Jahr 1734 kapitulierte die Stadt nach mehrmonatiger Belagerung durch den russischen Generalfeldmarschall Münnich. Zwischen 1734 und 1759 wurden die Werke im Bereich der ehemaligen Jungstadt erweitert und die Barmherzige Brüder-Schanze im Süden der Stadt errichtet.

### Preußische Befestigungen

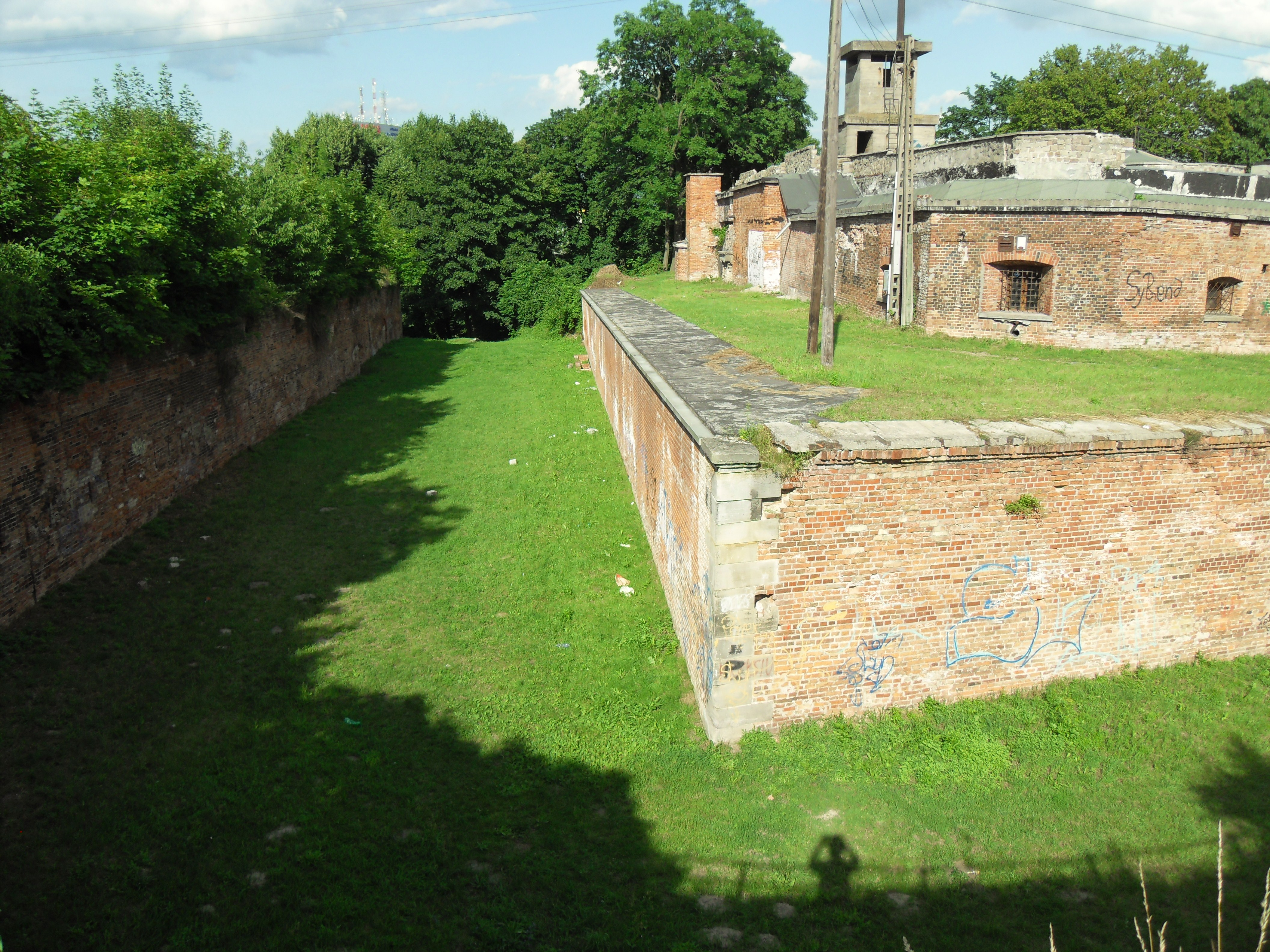
Französisches Reduit von 1811

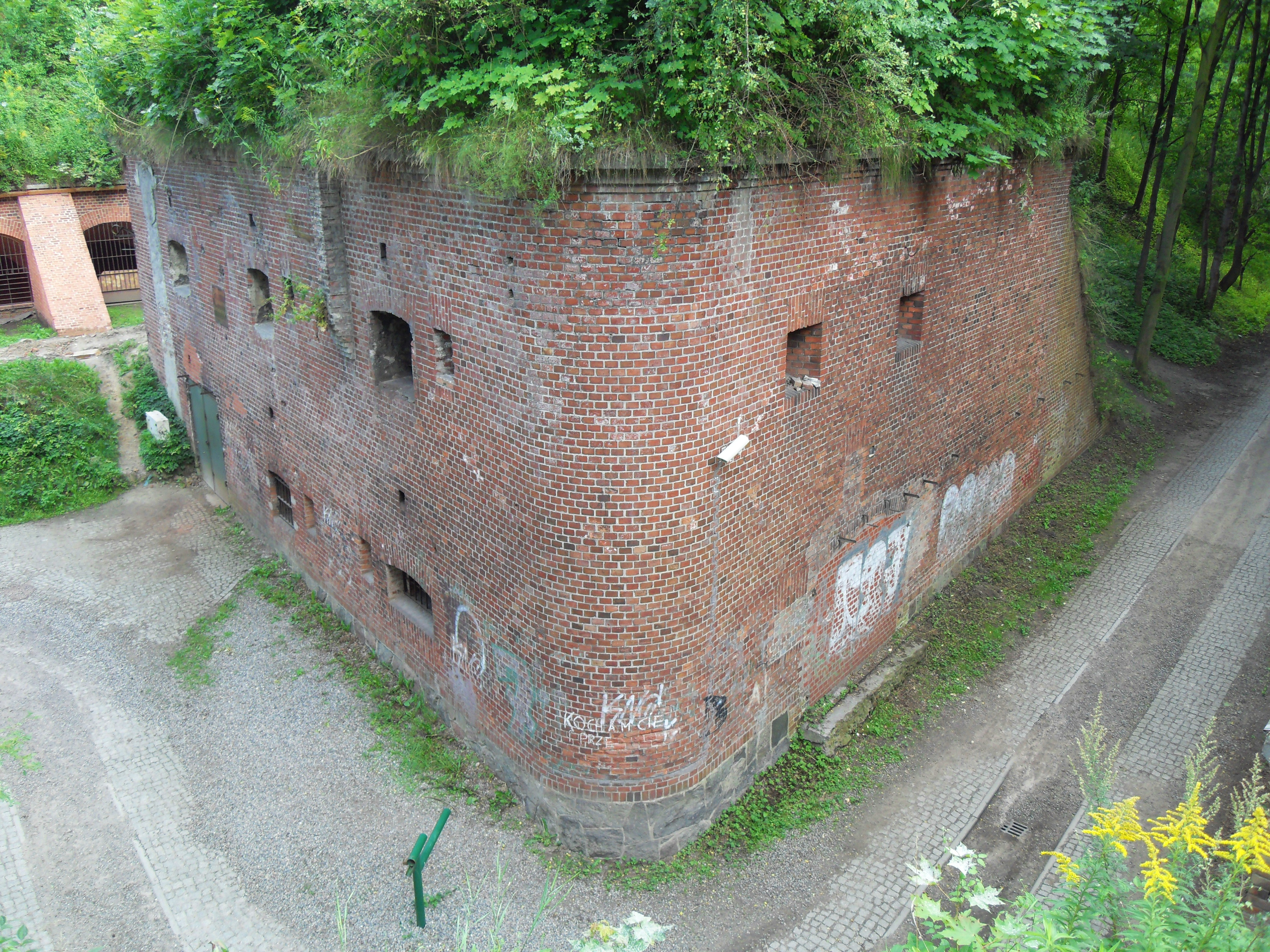
Preußische Befestigungen des Hagelsbergs

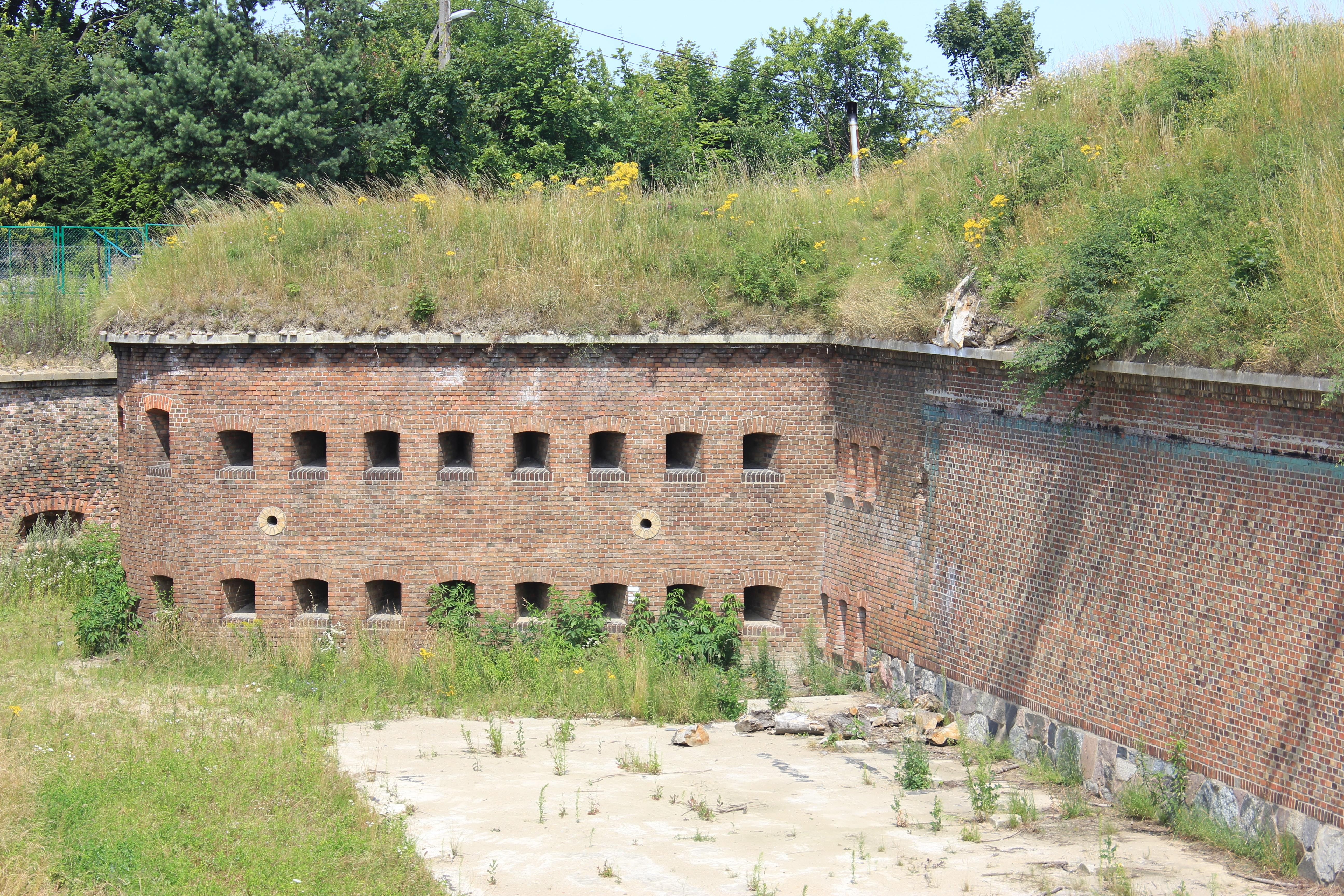
Jesuiterschanze

Nach der ersten Teilung Polen annektierte Preußen Pomerellen und besetzte die Westerplatte und Schidlitz. Vier bei Neufahrwasser errichtete Schanzen konnten Danziger Schiffe am Auslaufen hindern und die Eintreibung von Zöllen unterstützen. Mit dem Besitz Langfuhrs und der Errichtung der Königlich-Preußischen Immediatstadt Stolzenberg (vereinigte Vorstädte) kontrollierte Preußen zudem wichtige Handelswege und Verbindungen auf die Danziger Höhe. Die Festung Danzig war bedeutungslos.
Nachdem Preußen mit der dritten Teilung Polens auch Danzig und Thorn annektiert hatte, baute es vor allem die Befestigungen im Bereich der Westerplatte und von Neufahrwasser weiter aus. Im Mai 1807 kapitulierte die preußische Besatzung nach Belagerung durch die Franzosen. Nach der Besetzung Danzigs bauten diese von 1807 bis 1813 die Festungsanlagen weiter aus. Auf dem Hagelsberg wurde 1811 ein Reduit errichtet. Nach zehnmonatiger Belagerung wurden Stadt und Festung 1813 wieder preußisch.
In den Jahren von 1827 bis 1833 wurden die Werke auf dem Bischofsberg um ein Reduit erweitert. Der jüdische Friedhof wurde 1840 überbaut und die Gräber nach Stolzenberg umgebettet. Die Jesuiterschanze entstand auf der Englershöhe (Jezuicka Góra), die zwischen 1840 und 1867 zu einem Fort mit Kaponnieren nach neupreußischer Manier ausgebaut wurde. Die Unterstände auf dem Wall gehören zu den ersten Bauten in Preußen aus bewehrtem Beton. Einen gründlichen Umbau erfuhren 1868–1874 die Werke auf dem Hagelsberg und auf dem Bischofsberg bis in die 1880er Jahre.
In der zweiten Hälfte des 19. Jahrhunderts wurden zwischen Brösen und Westlich Neufähr dreizehn Küstenbatterien gebaut, die mit anderen Werken die Danziger Bucht schützten. In Brösen wurden nach 1868 ein Fort und eine Hafenbatterie gebaut. Die Möwenschanze in Weichselmünde wurde 1876 modernisiert. Während die Festung Thorn als Grenzfestung zum Russischen Reich ausgebaut wurde, lag in Danzig der Schwerpunkt auf Küstenbefestigungen.

### Entfestigung
Die seit 1852 bestehende Zufahrt zum Bahnhof Danzig Legetor (Gdańsk-Kłodno) konnte im Bereich der Wallananlagen geschlossen werden. Der Bahnhof Danzig Hohetor (auf der Karte: Pommerscher Bahnhof) wurde 1870 noch vor dem Festungsgraben angelegt. In den Jahren 1895–1919 wurden die meisten der Stadtbefestigungen niedergelegt. Im Westen der Innenstadt entstanden so Flächen für den Hauptbahnhof sowie den Straßenverkehr, im Osten für den Kleinbahnhof (Gdańsk Wąskotorowy) der Westpreußischen Kleinbahnen (Żuławska Kolej Dojazdowa) und im Norden für die Erweiterung der Danziger Werften.
Die Küstenbatterien galten 1907 als veraltet und wurden schrittweise aufgelöst. Nach 1910 wurden sie durch vier neue Batterien für Geschütze und Haubitzen ersetzt. Diese waren paarweise angeordnet: Jeweils eine „Buchtbatterie“ und eine „Dorfbatterie“ in Brösen sowie die „Strandbatterie“ und die „Forstbatterie“ in Heubude. Eine dritte „Dünenbatterie“ bei Heubude blieb 1918 unvollendet. Daneben bestand ein System von Feuerleitposten und Unterständen begleitet.
Gemäß dem Vertrag von Versailles erfolgte 1920 die Entmilitarisierung der verbliebenen Befestigungen. Ein Teil der Bastionen im Südwesten der Stadt und die moderneren Werke auf den Bergen blieb erhalten. Der Stadtgraben wurde durch den Umfluter direkt zur Toten Weichsel geführt, seit 1945 bezeichnet Opływ Motławy den gesamten Wasserlauf.

## Festungsbaumeister
Zu den bekanntesten Baumeistern und Militäringenieuren gehörten Anton van Obberghen († 1611), Hans Strackwitz (auch Strakowski, † 1642), Adam Wiebe († 1653), Georg von Strackwitz († 1675), Jean Charpantier († 1745), Henri Jean Baptiste de Bousmard († 1807) und François Nicolas Benoît Haxo († 1838).

## Erhaltene Bauwerke

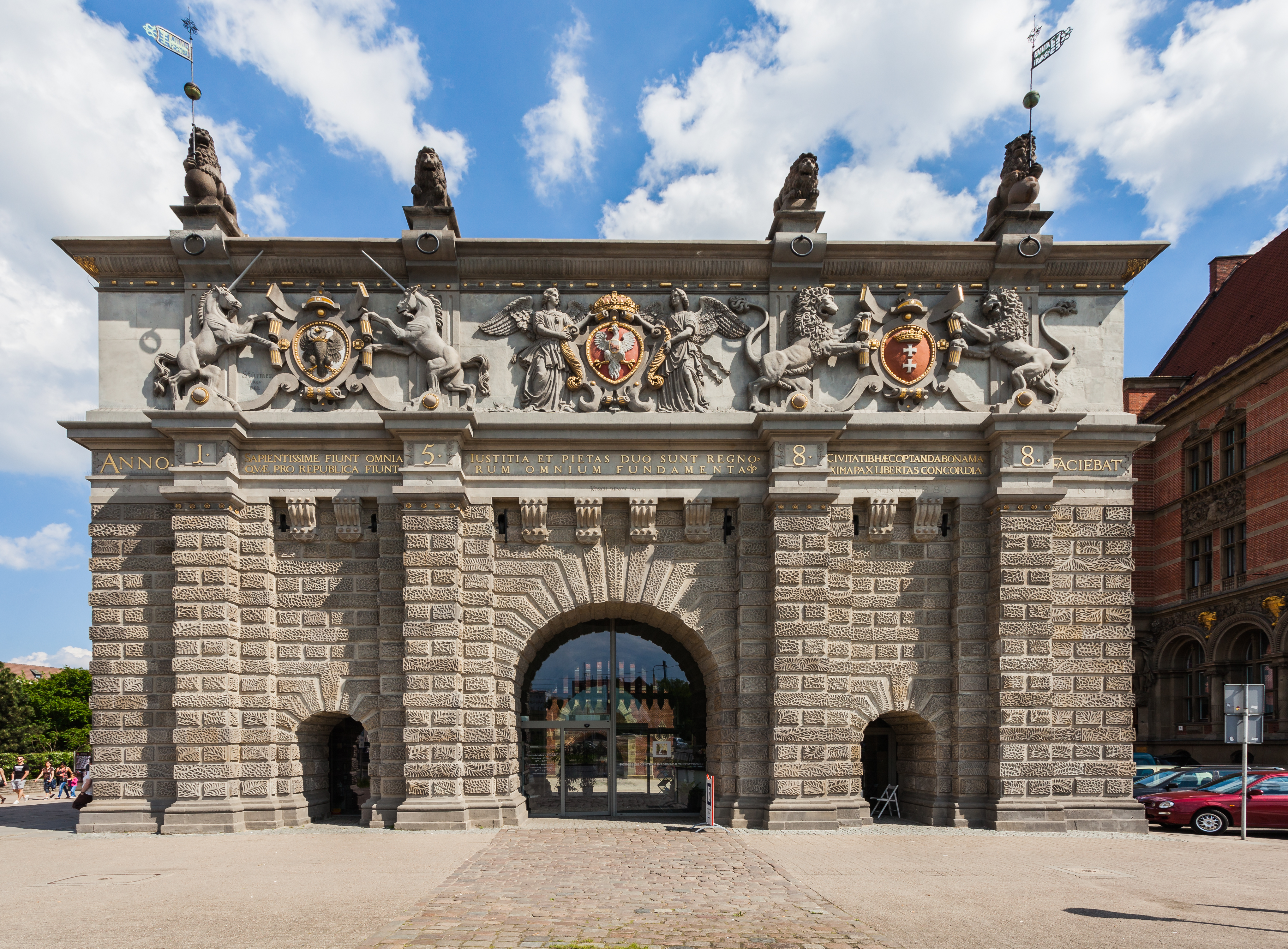
Hohes Tor, Westfassade

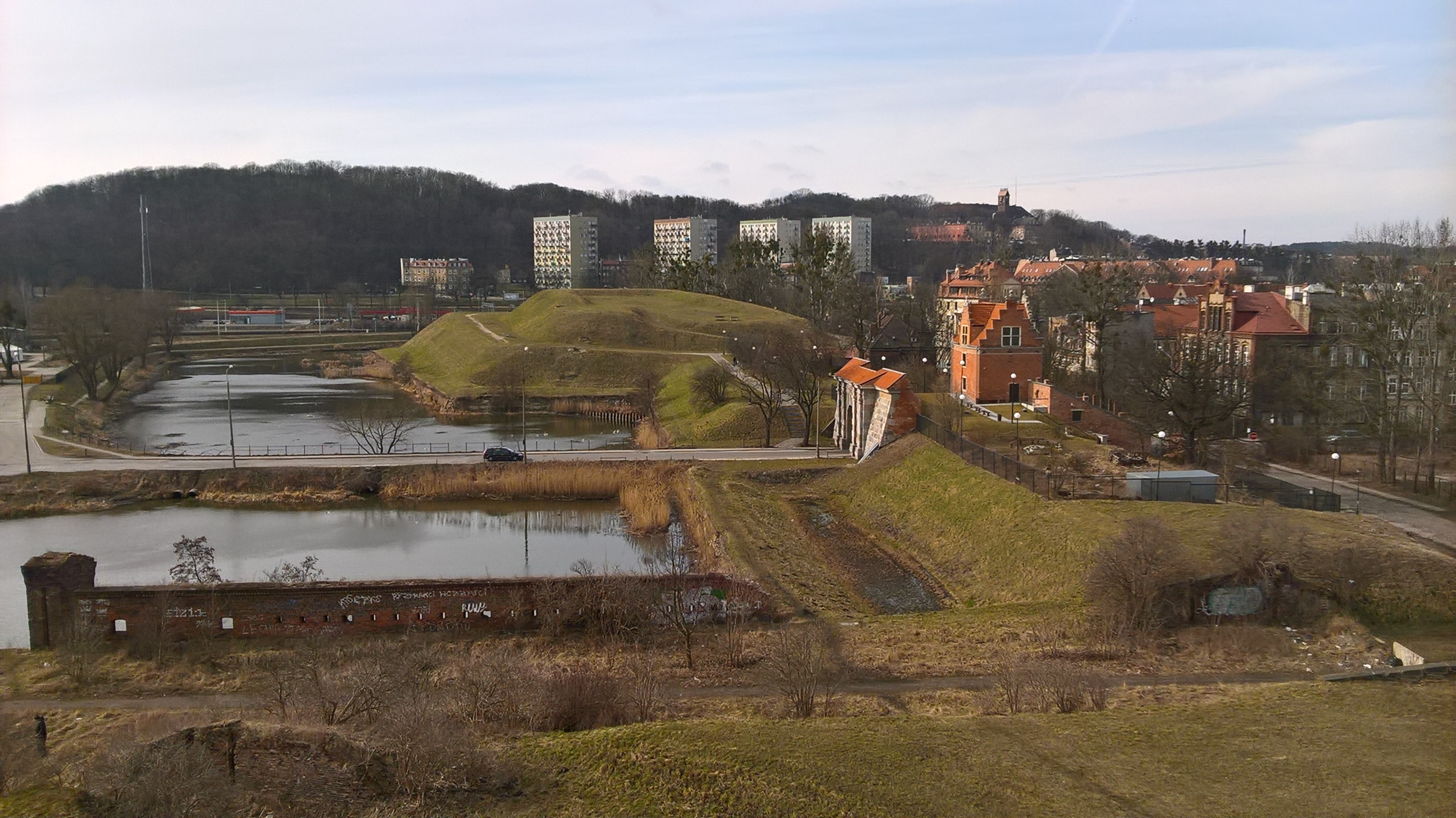
Reste des Eisenbahntors, Leges Tor und Bastion St. Gertrud (hinten)

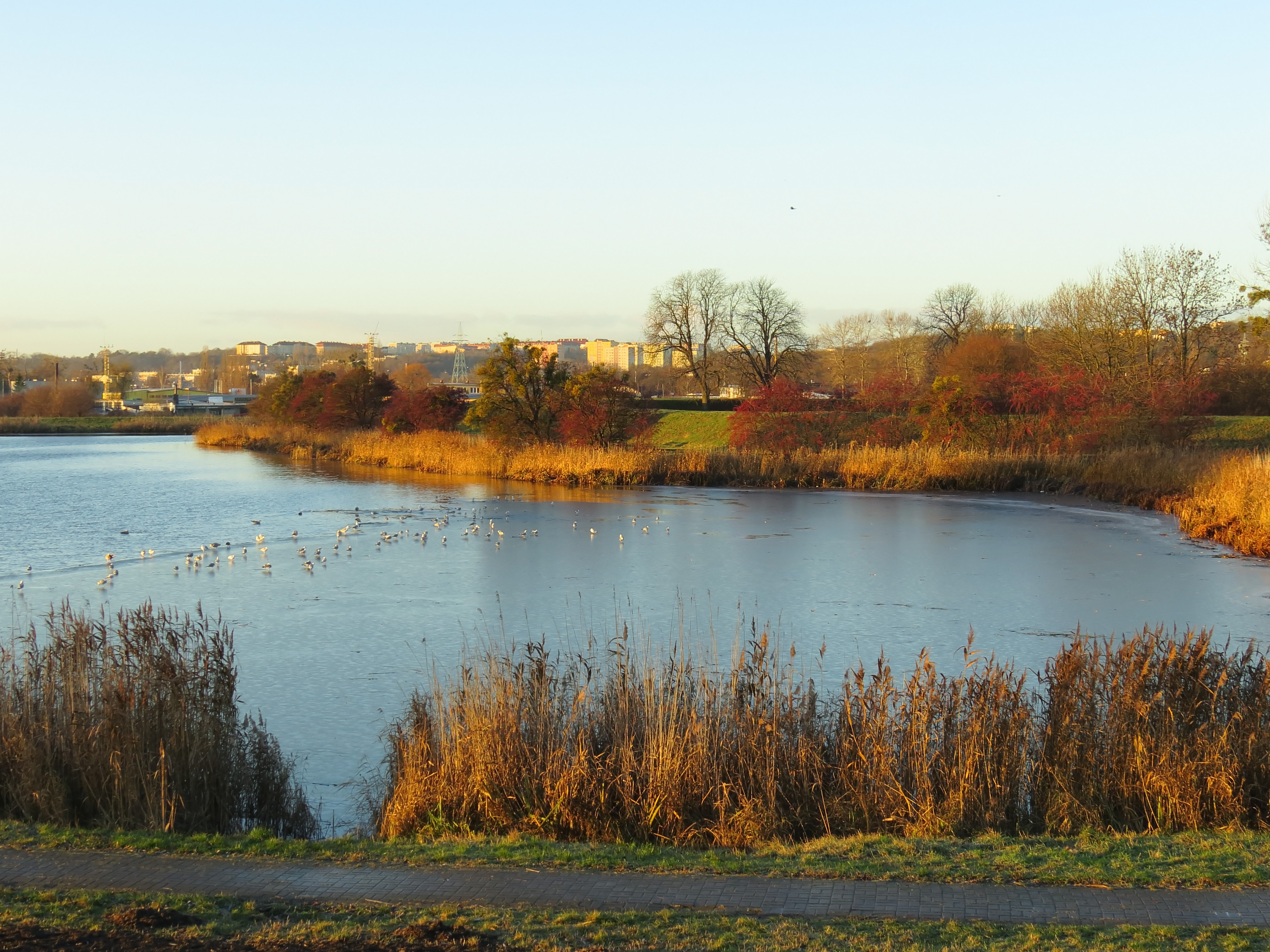
Bastion Wolf und Umfluter

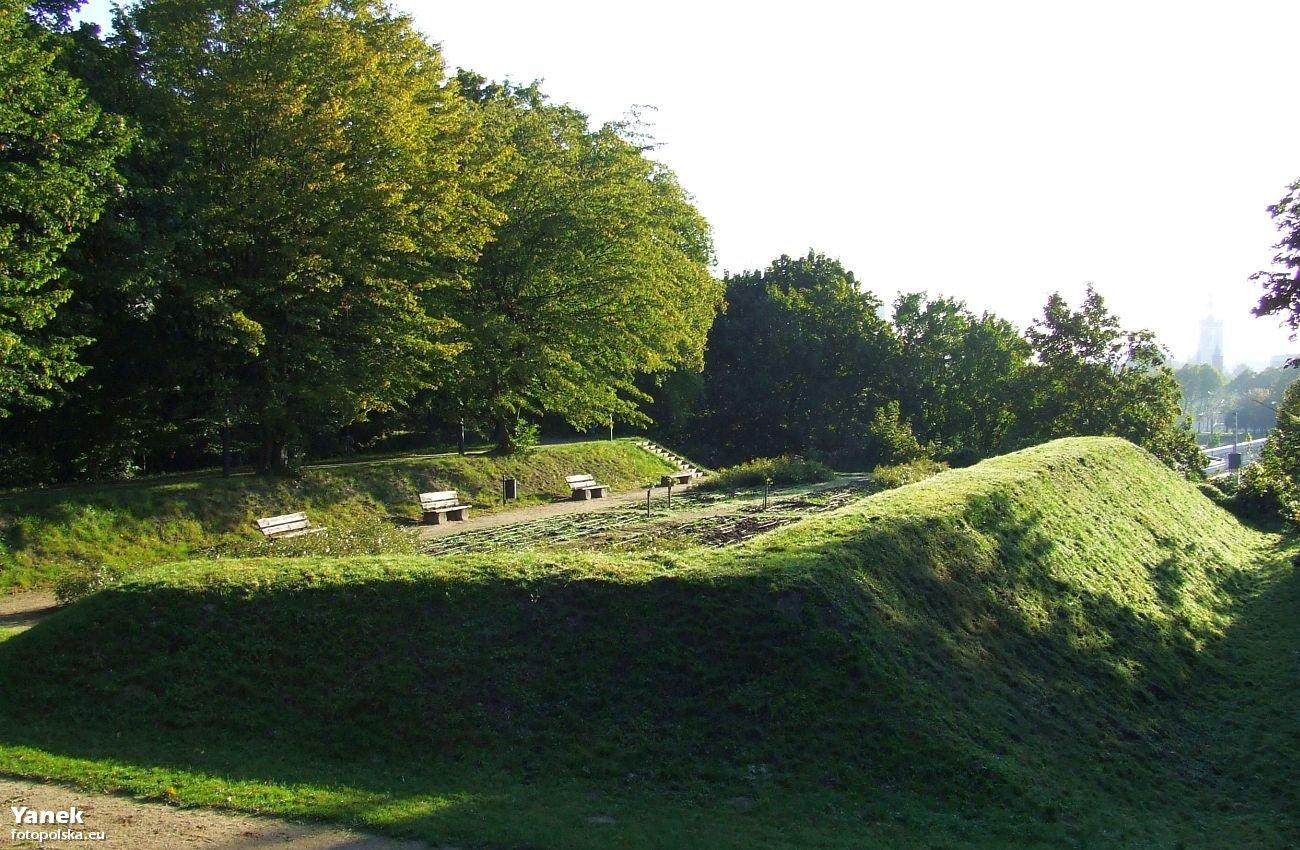
Bastion Neubauer

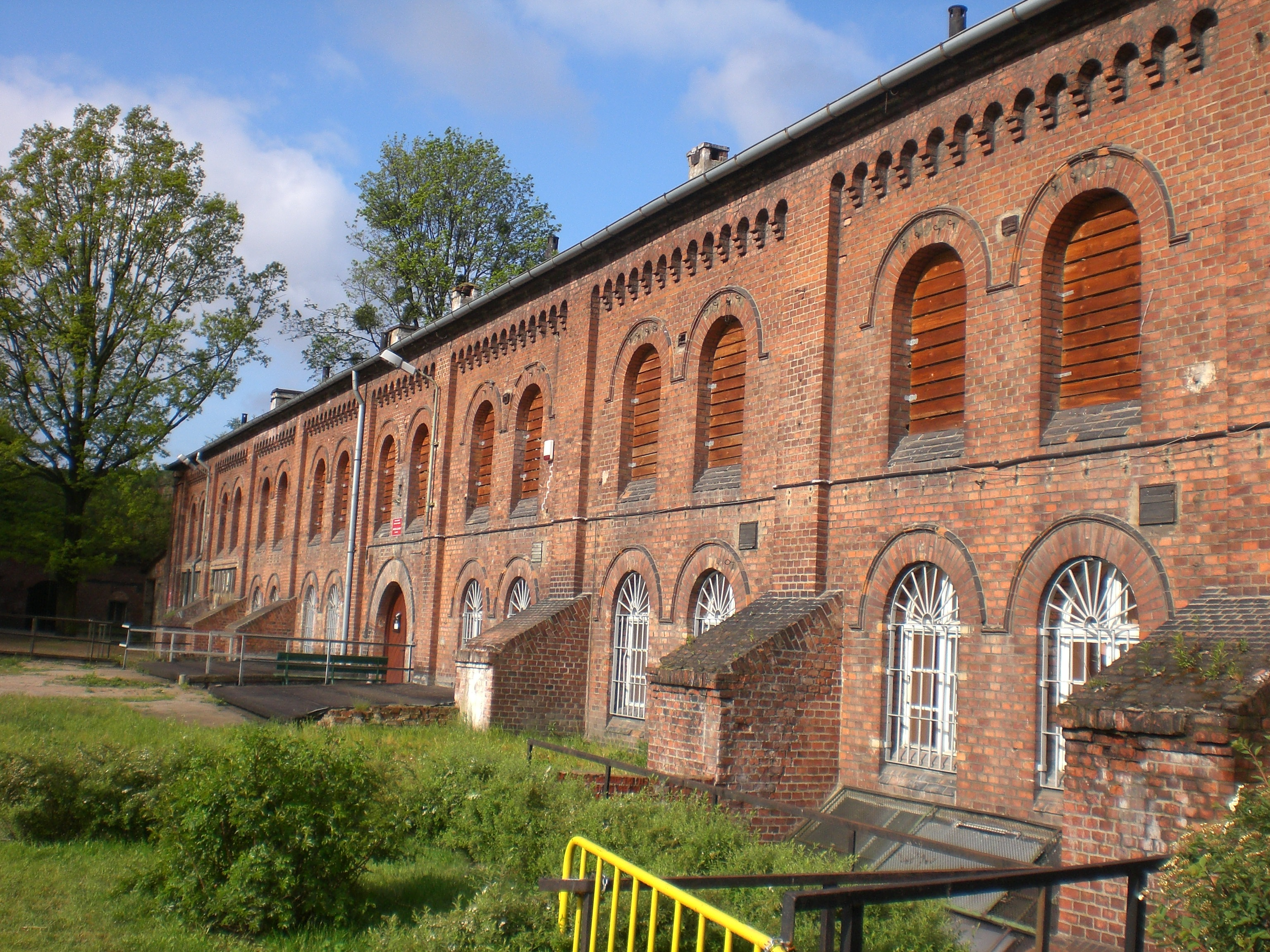
Unterkünfte auf dem Hagelsberg

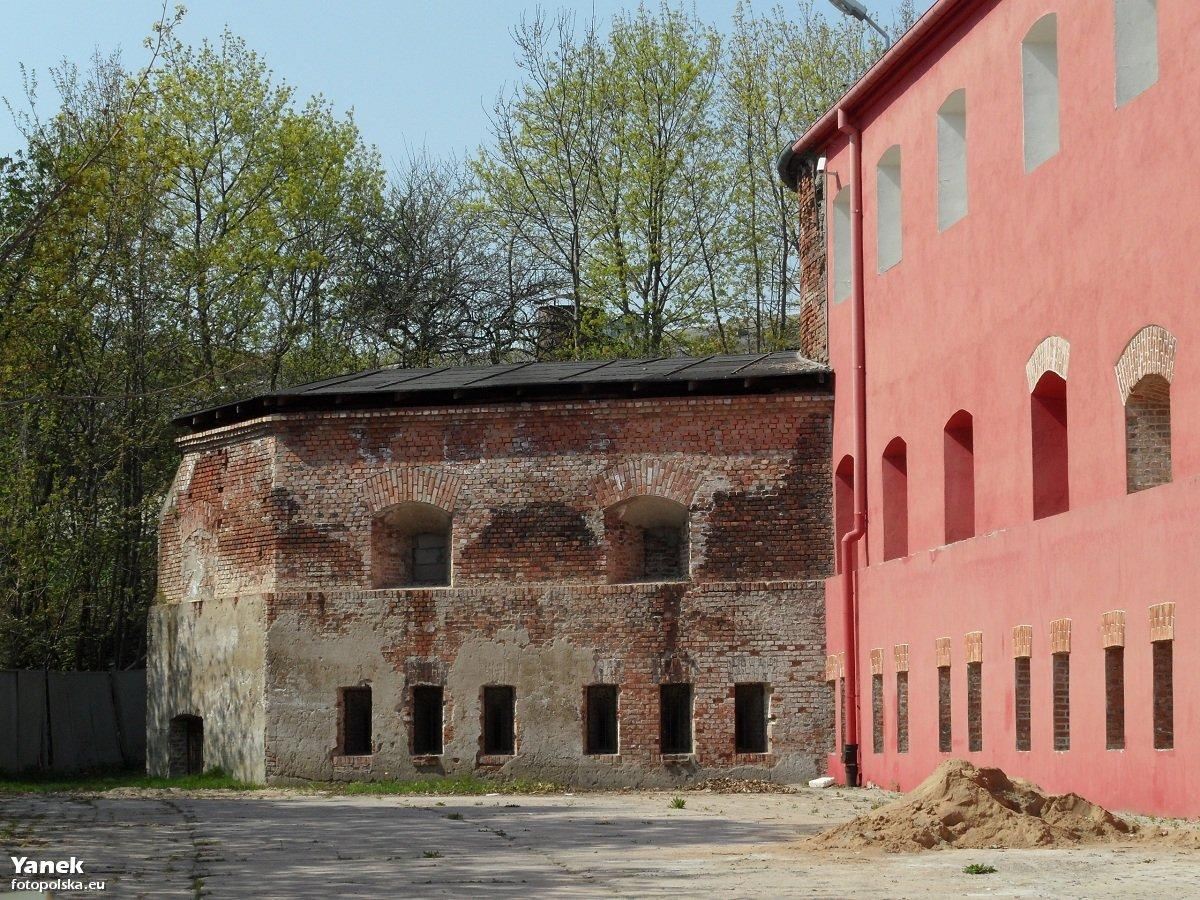
Bischofsberg

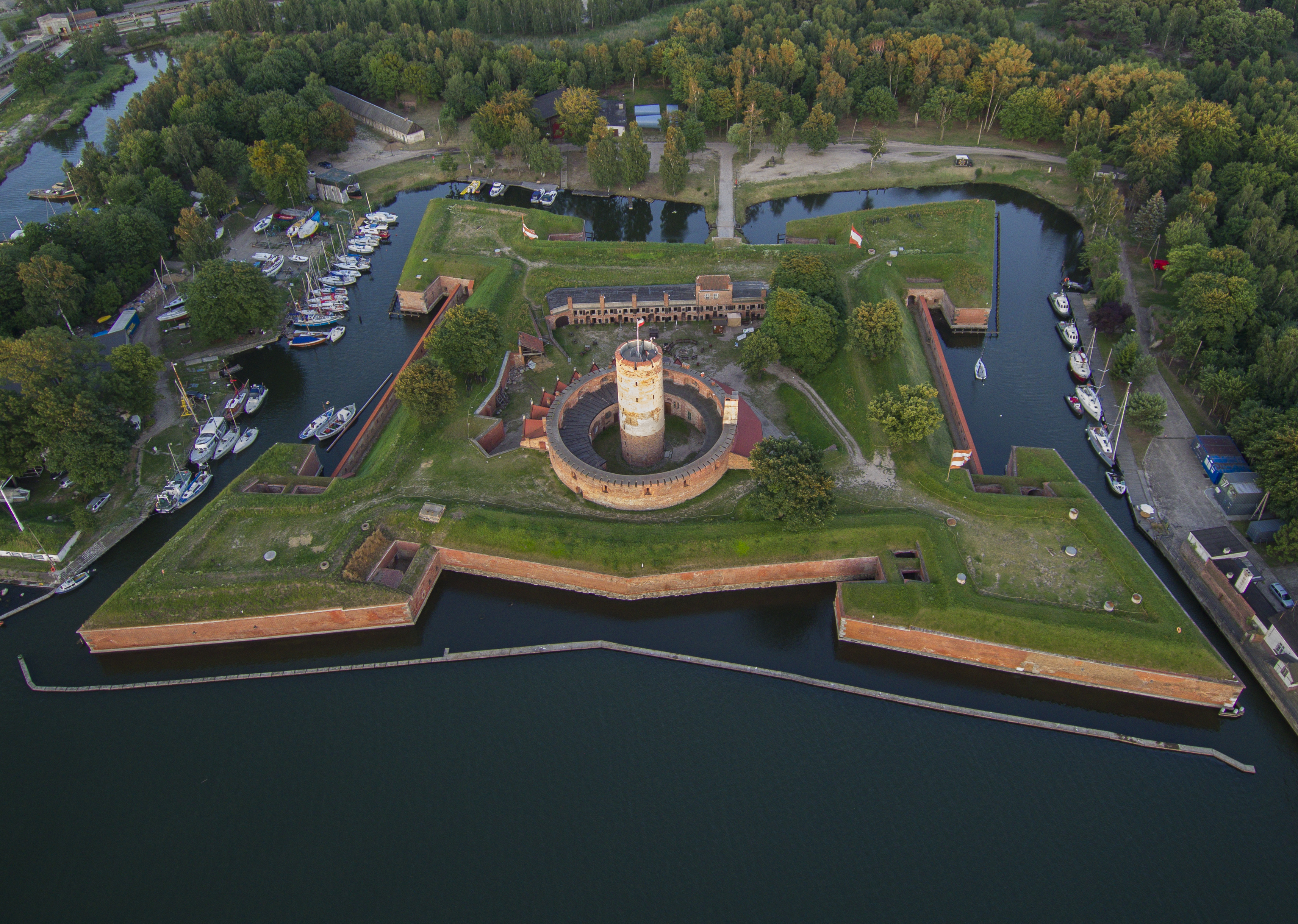
Festung Weichselmünde

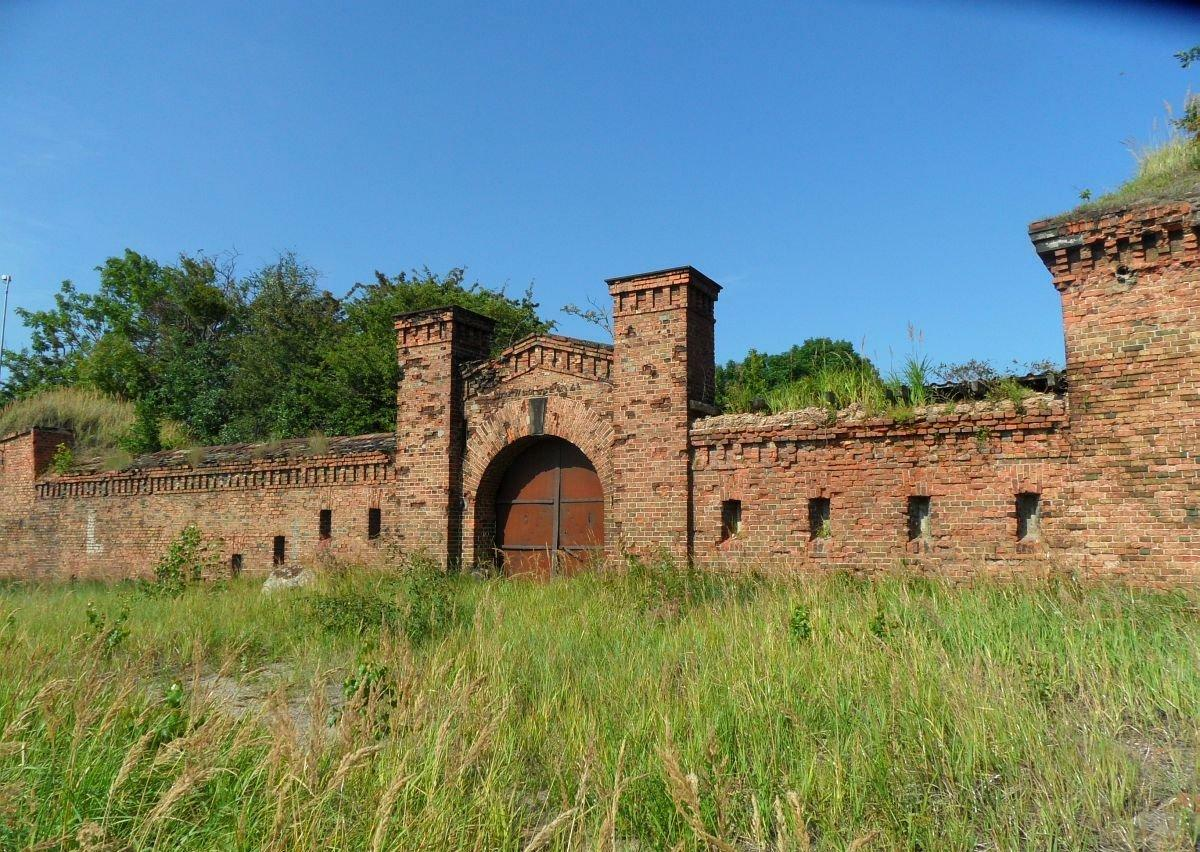
Möwenschanze

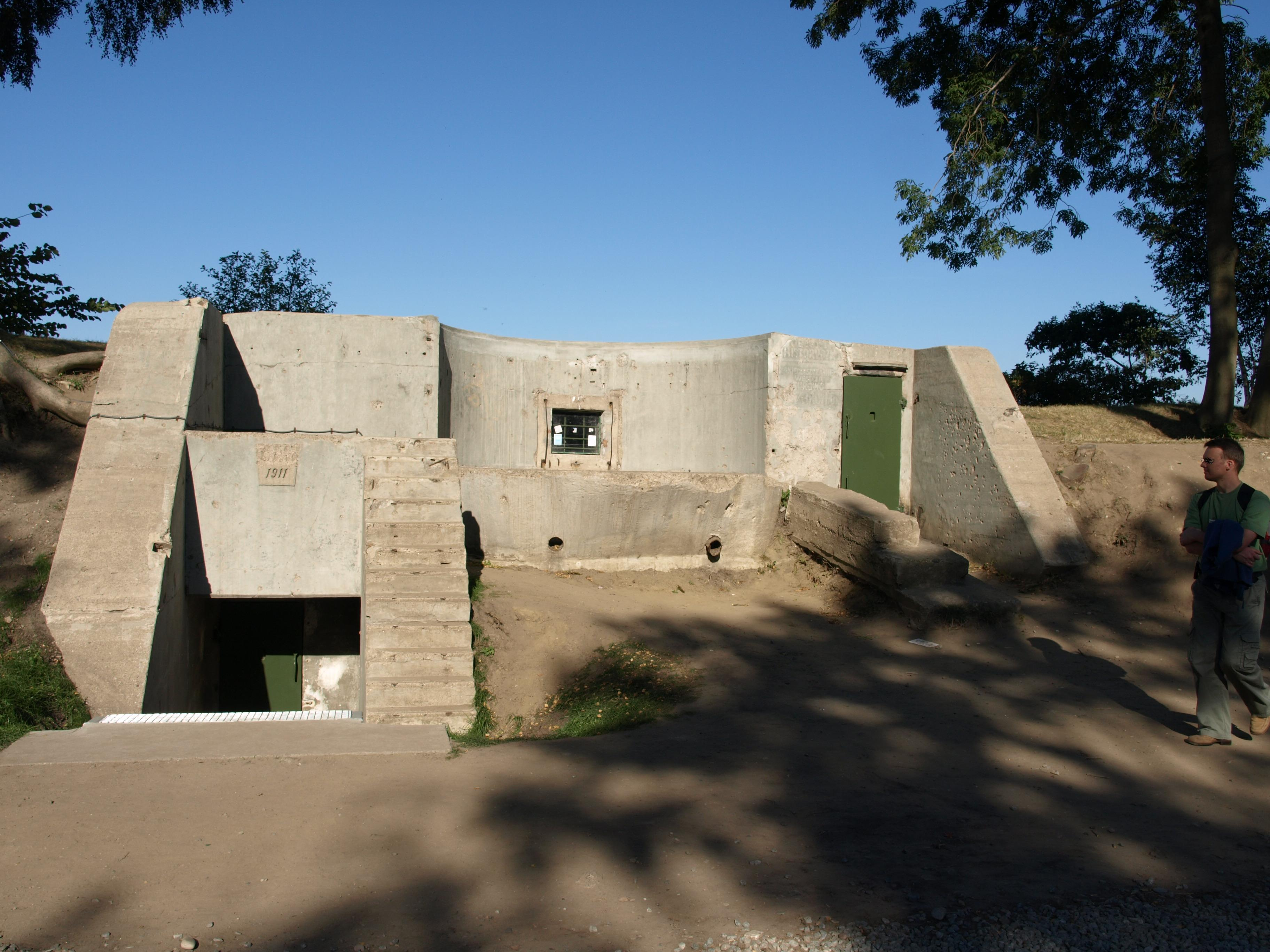
Befestigung auf der Westerplatte von 1911

### Zeughäuser
- Großes Zeughaus
- Neues Zeughaus

### Hauptzugang zur Rechtstadt
- Hohes Tor (Brama Wyżynna)
  - Peinkammertor (Katownia)
  - Stockturm (Wieża Więzienna)
  - Goldenes Tor (Złota Brama)

### Bastionen, Tore und Festungsgraben
- Bastion St. Gertrud (św. Gertrudy)
- Stadtgraben, ausgebaut zum Umfluter (Opływ Motławy)
- Leges Tor (Niedertor, Brama Nizinna)
- Eisenbahntor (seit 1852)
- Bastion Auerochs (auch Bastion Maidloch, Żubr)
- Steinschleuse mit Lünette (Śluza Kamienna)
- Bastion Wolf (Wilk)
- Bastion Aussprung (auch Bastion Pestilenz, Wyskok)
- Bastion Bär (Miś)
- Bastion Kaninchen (Królik)
- Langgarter Tor (Werdertor, Brama Żuławska)

### Befestigung im Westen der Stadt
- Festungsanlagen auf dem Hagelsberg, Bastion Jerusalem[1]
- Französisches Reduit von 1811 (Redita Napoleońska)
- Bastion Neubauer
- Festungsanlagen auf dem Bischofsberg
- Jesuiterschanze (Szaniec Jezuicki)

### Befestigungen an der Weichsel
- Möwenschanze (Szaniec Mewi)
- Festung Weichselmünde (Twierdza Wisłoujście)
- Westerschanze (teilweise erhalten)

## Abgegangene Bauwerke

### Festungsring
(von Norden gegen den Uhrzeigersinn)
- Bastion Mottlau
- Bastion Luchs
- Bastion Fuchs
- Bastion St. Jakob
- Jakobstor
- Bastion Heilig Leichnam
- Bastion St. Elisabeth
- Aquädukt

Hohes Tor (siehe oben)
- Karrenbastion
- Bastion Katz
- Bastion Wieben

erhaltene Bastionen (siehe oben)
- Bastion Roggen (Herrengarten)
- Bastion Ochs
- Bastion Löwe
- Bastion Einhorn
- Bastion Braun Ross

### Äußerer Festungsring
- Olivaer Tor
- Neugartertor
- Petershager Tor

### Schanzen an der Weichsel
- Bauernschanze am Polnischen Haken (Polski Hak)
- Herrenschanze
- Holmschanze
- Jungfernschanze
- Große Kalkschanze
- Kleine Kalkschanze
- Laake Schanze
- Sommerschanze
- Vorderschanze (Gevatterschanze)
- Winterschanze